# Кандор (Північна Кароліна)
Кандор (англ. Candor) — місто (англ. town) в США, в окрузі Монтгомері штату Північна Кароліна. Населення — 813 особи (2020).

## Географія
Кандор розташований за координатами 35°17′41″ пн. ш. 79°44′14″ зх. д. / 35.29472° пн. ш. 79.73722° зх. д. (35.294635, -79.737347).  За даними Бюро перепису населення США в 2010 році місто мало площу 4,15 км², уся площа — суходіл. В 2017 році площа становила 5,25 км², уся площа — суходіл.

## Демографія
Згідно з переписом 2010 року, у місті мешкало 840 осіб у 296 домогосподарствах у складі 200 родин. Густота населення становила 202 особи/км².  Було 336 помешкань (81/км²).
Расовий склад населення:
| - 54,8 % — білих - 10,7 % — чорних або афроамериканців - 1,9 % — корінних американців - 0,4 % — азіатів - 28,8 % — осіб інших рас |

До двох чи більше рас належало 3,5 %. Частка іспаномовних становила 40,6 % від усіх жителів.
За віковим діапазоном населення розподілялося таким чином: 30,0 % — особи молодші 18 років, 56,9 % — особи у віці 18—64 років, 13,1 % — особи у віці 65 років та старші. Медіана віку мешканця становила 35,1 року. На 100 осіб жіночої статі у місті припадало 96,3 чоловіків;  на 100 жінок у віці від 18 років та старших — 98,0 чоловіків також старших 18 років.
Середній дохід на одне домашнє господарство  становив 49 785 доларів США (медіана — 37 400), а середній дохід на одну сім'ю — 51 357 доларів (медіана — 43 611). Медіана доходів становила 29 896 доларів для чоловіків та 23 438 доларів для жінок. За межею бідності перебувало 25,7 % осіб, у тому числі 38,8 % дітей у віці до 18 років та 21,1 % осіб у віці 65 років та старших.
Цивільне працевлаштоване населення становило 343 особи. Основні галузі зайнятості: освіта, охорона здоров'я та соціальна допомога — 26,2 %, мистецтво, розваги та відпочинок — 22,2 %, виробництво — 12,0 %, роздрібна торгівля — 10,8 %.